# Grand Prix-wegrace van België 1981
De Grand Prix-wegrace van België 1981 was negende Grand Prix van wereldkampioenschap wegrace in het seizoen 1981. De races werden verreden op 5 juli 1981 op het Circuit de Spa-Francorchamps nabij Malmedy, (Liège).

## Algemeen
De Belgische Grand Prix keerde in 1981 terug naar Spa-Francorchamps, nadat ze in het seizoen 1980 in Zolder was verreden. Dat was gebeurd na een boycot van alle topcoureurs in het seizoen 1979, toen het nieuwe asfalt veel te glad bleek te zijn. Op een aantal punten was de organisatie in Francorchamps ver te zoeken. Publiek wandelde ongehinderd door het rennerskwartier en bekeek de races vanaf de vangrail en de strobalen. Pas nadat Gregg Hansford na een bandenwissel geen remmen meer had en hard tegen een geparkeerde auto reed, greep de gendarmerie in. 

## 500 cc
Na de afgang in de TT van Assen, waar Barry Sheene en Kenny Roberts al bij de start bleven stilstaan, moest Yamaha in België wel een goed resultaat boeken. Sheene vertrok dit keer als snelste, maar werd al in de eerste ronde ingehaald door Roberts. In de tweede ronde kwam er een korte maar heftige regenbui, terwijl iedereen op slicks reed. Dat was koren op de molen van Boet van Dulmen en Jack Middelburg. Van Dulmen nam zelfs een ronde lang de leiding in de race, maar de bui stopte binnen enkele minuten en de baan droogde snel weer op. Roberts nam de leiding weer over, terwijl Sheene kampte met een onwillige koppeling. Intussen was Marco Lucchinelli bezig met een inhaalrace en halverwege de wedstrijd lag hij al op de tweede plaats. Van Dulmen en Middelburg zakten weer wat terug en Sheene kwam in gevecht met Randy Mamola. Lucchinelli sloot aan bij Roberts en passeerde hem bij La Source, toen Michel Frutschi op een ronde gereden moest worden. Roberts wilde dat buitenom doen, terwijl Frutschi juist naar buiten stuurde om ruimte te maken. Binnendoor kon Roberts ook niet, want daar reed Lucchinelli, die de laatste kilometer op kop bleef. Gregg Hansford, die pas in Assen zijn rentree gemaakt had na een val in de Imola 200, kwam opnieuw in het ziekenhuis terecht. Toen zijn remmen weigerden reed hij tussen het publiek door tegen een auto van een baancommissaris en brak een been. Het was voor de gendarmerie wel het teken om het publiek, dat op de meest gevaarlijke plaatsen zat, achter de vangrail te sturen. 

### Uitslag 500 cc
| Pos | Coureur           | Merk       | Tijd      | Punten    |
| --- | ----------------- | ---------- | --------- | --------- |
| 1   | Marco Lucchinelli | Suzuki     | 54'29"37  | 15        |
| 2   | Kenny Roberts     | Yamaha     | 54'29"90  | 12        |
| 3   | Randy Mamola      | Suzuki     | 54'46"30  | 10        |
| 4   | Barry Sheene      | Yamaha     | 54'47"54  | 8         |
| 5   | Boet van Dulmen   | Yamaha     | 55'10"86  | 6         |
| 6   | Jack Middelburg   | Suzuki     |           | 5         |
| 7   | Graeme Crosby     | Suzuki     |           | 4         |
| 8   | Marc Fontan       | Yamaha     |           | 3         |
| 9   | Willem Zoet       | Suzuki     |           | 2         |
| 10  | Bernard Fau       | Suzuki     |           | 1         |
| 11  | Sadao Asami       | Yamaha     |           |           |
| 12  | Guido Paci        | Yamaha     |           |           |
| 13  | Keith Huewen      | Suzuki     |           |           |
| 14  | Dale Singleton    | Suzuki     |           |           |
| 15  | Sergio Pellandini | Yamaha     |           |           |
| DNF | Franco Uncini     | Suzuki     | Vastloper | Vastloper |
| DNF | Graziano Rossi    | Morbidelli |           |           |
| DNF | Christian Sarron  | Yamaha     |           |           |
| DNF | Gregg Hansford    | Kawasaki   | Val       |           |

### Top 10 WK-stand na deze race
| Pos. | Coureur           | Motorfiets | Ptn. |
| ---- | ----------------- | ---------- | ---- |
| 1    | Marco Lucchinelli | Suzuki     | 73   |
| 2    | Randy Mamola      | Suzuki     | 64   |
| 3    | Kenny Roberts     | Yamaha     | 58   |
| 4    | Boet van Dulmen   | Yamaha     | 47   |
| 5    | Graeme Crosby     | Suzuki     | 46   |
| 6    | Barry Sheene      | Yamaha     | 45   |
| 7    | Jack Middelburg   | Suzuki     | 23   |
| 8    | Kork Ballington   | Kawasaki   | 19   |
| 8    | Hiroyuki Kawasaki | Suzuki     | 19   |
| 10   | Willem Zoet       | Suzuki     | 10   |

## 250 cc
Roland Freymond had de snelste start in Spa-Francorchamps, maar werd al in de eerste ronde gepasseerd door Carlos Lavado. Die werd op zijn beurt weer ingehaald door Toni Mang en op dat moment was de meeste spanning al verdwenen. Jean-François Baldé werd derde, maar Jean-Marc Toffolo wist zich vanuit het achterveld naar de vierde plaats te rijden en zijn gevecht met Baldé was wel spannend. Freymond's Ad Maiora draaide te weinig toeren en hij werd uiteindelijk elfde. Thierry Espié wist bijna de eerste punten voor Pernod te scoren, maar werd getorpedeerd door Martin Wimmer, waardoor ze allebei vielen. 

### Uitslag 250 cc
| Pos | Coureur                | Merk            | Tijd          | Punten        |
| --- | ---------------------- | --------------- | ------------- | ------------- |
| 1   | Toni Mang              | Kawasaki        | 50'37"74      | 15            |
| 2   | Carlos Lavado          | Yamaha          | 50'45"47      | 12            |
| 3   | Jean-François Baldé    | Kawasaki        | 51'16"59      | 10            |
| 4   | Jean-Marc Toffolo      | Armstrong-Rotax | 51'19"24      | 8             |
| 5   | Didier de Radiguès     | Yamaha          | 51'21"24      | 6             |
| 6   | Jean-Louis Tournadre   | Bimota-Yamaha   |               | 5             |
| 7   | Sito Pons              | Siroko-Rotax    |               | 4             |
| 8   | Massimo Massimiani     | Ad Maiora       |               | 3             |
| 9   | Jacques Bolle          | Yamaha          |               | 2             |
| 10  | André Gouin            | Yamaha          |               | 1             |
| 11  | Roland Freymond        | Ad Maiora       |               |               |
| 12  | Patrick Fernandez      | Bimota-Yamaha   |               |               |
| 13  | Graeme Geddes          | Bimota-Yamaha   |               |               |
| 14  | Jean-Louis Guignabodet | Kawasaki        |               |               |
| 15  | Tocco                  | Yamaha          |               |               |
| DNF | Thierry Espié          | Pernod          | Val           |               |
| DNF | Martin Wimmer          | Yamaha          | Val           |               |
| DNF | Mar Schouten           | MBA             | Big-end lager | Big-end lager |
| DNQ | Siegfried Minich       | Bartol          |               |               |
| DNQ | Peter Looijesteijn     | Rotax           |               |               |
| DNQ | Clive Horton           | Armstrong-Rotax |               |               |
| DNQ | Steve Tonkin           | Armstrong-Rotax |               |               |
| DNQ | Richard Schlachter     | Yamaha          |               |               |
| DNQ | Tony Head              | Yamaha          |               |               |
| DNQ | Bruno Kneubühler       | Rotax           |               |               |

### Top 10 WK-stand na deze race
| Pos. | Coureur             | Motorfiets               | Ptn. |
| ---- | ------------------- | ------------------------ | ---- |
| 1    | Toni Mang           | Kawasaki                 | 85   |
| 2    | Jean-François Baldé | Kawasaki                 | 57   |
| 3    | Carlos Lavado       | Yamaha                   | 56   |
| 4    | Patrick Fernandez   | Bimota-Yamaha            | 35   |
| 5    | Roland Freymond     | Ad Maiora                | 24   |
| 6    | Massimo Massimiani  | Ad Maiora                | 22   |
| 7    | Eric Saul           | Chevallier-Yamaha        | 19   |
| 7    | Martin Wimmer       | Yamaha                   | 19   |
| 9    | Thierry Espié       | Chevallier-Yamaha/Pernod | 18   |
| 10   | Richard Schlachter  | Yamaha                   | 15   |

## 50 cc
Nu Stefan Dörflinger door een gebroken pols was uitgeschakeld door een val in de TT van Assen, kon niemand Ricardo Tormo meer bedreigen. Theo Timmer had in Francorchamps weliswaar de beste start, maar Tormo stelde snel orde op zaken en begon zijn voorsprong uit te bouwen. Henk van Kessel was niet zo goed gestart maar bereikte Timmer na een paar ronden, passeerde hem en werd tweede. De beide Nederlanders waren op hun beurt veel te snel voor hun achtervolgers, vooral nadat Hagen Klein met een gebroken gaskabel moest opgeven en Rainer Kunz viel. 

### Uitslag 50 cc
| Pos | Coureur             | Merk              | Tijd     | Punten   |
| --- | ------------------- | ----------------- | -------- | -------- |
| 1   | Ricardo Tormo       | Bultaco           | 33'25"22 | 15       |
| 2   | Henk van Kessel     | Kreidler          | 33'32"53 | 12       |
| 3   | Theo Timmer         | Bultaco           | 33'36"64 | 10       |
| 4   | Rolf Blatter        | Kreidler          | 33'58"43 | 8        |
| 5   | Hans-Jürgen Hummel  | Sachs             | 34'22"24 | 6        |
| 6   | George Looijesteijn | Kreidler          | 34'47"01 | 5        |
| 7   | Joaquín Galí        | Bultaco           |          | 4        |
| 8   | Pascal Kambourian   | Kreidler          |          | 3        |
| 9   | Günter Schirnhofer  | Kreidler          |          | 2        |
| 10  | Chris Baert         | Kreidler          |          | 1        |
| 11  | Gerhard Bauer       | Kreidler          |          |          |
| 12  | Zdravko Matulja     | Kreidler          |          |          |
| 13  | Reiner Scheidhauer  | Kreidler          |          |          |
| 14  | Joe Genoud          | Kreidler          |          |          |
| 15  | Jos van Dongen      | Kreidler          |          |          |
| DNF | Hagen Klein         | Van Veen-Kreidler | Gaskabel | Gaskabel |
| DNF | Ingo Emmerich       | Kreidler          |          |          |
| DNF | Rainer Kunz         | Kreidler          | Val      |          |
| DNS | Stefan Dörflinger   | Van Veen-Kreidler | Blessure | Blessure |

### Top 10 WK-stand na deze race
| Pos. | Coureur                        | Motorfiets        | Ptn. |
| ---- | ------------------------------ | ----------------- | ---- |
| 1    | Ricardo Tormo (wereldkampioen) | Bultaco           | 75   |
| 2    | Stefan Dörflinger              | Van Veen-Kreidler | 51   |
| 3    | Theo Timmer                    | Bultaco           | 40   |
| 4    | Rolf Blatter                   | Kreidler          | 34   |
| 5    | Hans-Jürgen Hummel             | Sachs             | 31   |
| 6    | Hagen Klein                    | Van Veen-Kreidler | 27   |
| 7    | Henk van Kessel                | Kreidler          | 24   |
| 8    | Claudio Lusuardi               | Bultaco           | 15   |
| 8    | George Looijesteijn            | Kreidler          | 15   |
| 10   | Yves Dupont                    | ABF               | 14   |

## Zijspannen
Jock Taylor reed na de start in België heel even aan de leiding, maar werd al snel ingehaald door Rolf Biland en Alain Michel. Michel nam de leiding over en begon weg te lopen van Biland. Egbert Streuer reed op de vierde plaats, met zijn oud-bakkenist Johan van der Kaap weer in het zijspan, nu Bernard Schnieders in Assen geblesseerd was geraakt. Zowel Michel als Streuer kregen problemen met hun powervalve, waardoor ze terugvielen: Michel naar de derde plaats en Streuer naar de achtste plaats.

### Uitslag zijspannen
| Pos | Coureur          | Bakkenist          | Merk                 | Tijd     | Punten |
| --- | ---------------- | ------------------ | -------------------- | -------- | ------ |
| 1   | Rolf Biland      | Kurt Waltisperg    | LCR-Yamaha           | 50'29"85 | 15     |
| 2   | Jock Taylor      | Benga Johansson    | Fowler-Windle-Yamaha | 50'58"86 | 12     |
| 3   | Alain Michel     | Michael Burkhardt  | Seymaz-Yamaha        | 51'07"04 | 10     |
| 4   | Michel Vanneste  | Serge Vanneste     | Seymaz-Yamaha        | 52'24"47 | 8      |
| 5   | Derek Jones      | Brian Ayres        | Ireson-Yamaha        | 52'37"49 | 6      |
| 6   | Werner Schwärzel | Andreas Huber      | Seymaz-Yamaha        |          | 5      |
| 7   | Patrick Thomas   | Jean-Marc Fresc    | Seymaz-Yamaha        |          | 4      |
| 8   | Egbert Streuer   | Johan van der Kaap | LCR-Yamaha           |          | 3      |
| 9   | Mick Boddice     | Chas Birks         | Yamaha               |          | 2      |
| 10  | Jesco Höckert    | Thomas Riedel      | Yamaha               |          | 1      |
| 17  | Piet Huybers     | Karl-Heinz Bucholz | Yamaha               |          |        |
| DNF | Jo van der Ven   | Tonny Troeyen      | Yamaha               | Klapband |        |

### Top 10 WK-stand na deze race
| Pos | Coureur          | Bakkenist                             | Motorfiets           | Ptn |
| --- | ---------------- | ------------------------------------- | -------------------- | --- |
| 1   | Alain Michel     | Michael Burkhardt                     | Seymaz-Yamaha        | 72  |
| 2   | Rolf Biland      | Kurt Waltisperg                       | LCR-Yamaha           | 67  |
| 3   | Jock Taylor      | Benga Johansson                       | Fowler-Windle-Yamaha | 65  |
| 4   | Derek Jones      | Brian Ayres                           | Ireson-Yamaha        | 26  |
| 4   | Masato Kumano    | Kunio Takeshima                       | LCR-Yamaha           | 26  |
| 6   | Werner Schwärzel | Andreas Huber                         | Seymaz-Yamaha        | 23  |
| 7   | Trevor Ireson    | Clive Pollington                      | Ireson-Yamaha        | 18  |
| 8   | Mick Boddice     | Chas Birks                            | Yamaha               | 16  |
| 9   | Michel Vanneste  | Serge Vanneste                        | Seymaz-Yamaha        | 14  |
| 10  | Egbert Streuer   | Bernard Schnieders Johan van der Kaap | LCR-Yamaha           | 11  |

## Trivia

### Luxeprobleem
Suzuki kreeg na de derde overwinning van Marco Lucchinelli een luxeprobleem, want men moest een keuze maken tussen Lucchinelli en Randy Mamola als eerste rijder. Mamola had aanvankelijk de voorkeur, maar stond nu negen punten achter Lucchinelli, die ook al vijftien punten voorsprong op Kenny Roberts had.

### Niet verschenen
Twee merken verschenen niet in de 500cc-race omdat hun machines nog steeds niet klaar waren: Sanvenero (met Carlo Perugini) en Cagiva (met Virginio Ferrari). Honda (met Takazumi Katayama) kwam niet aan de start omdat de Honda NR 500 na twee jaar ontwikkeling nog steeds niet competitief was. Graziano Rossi kwam met de 500cc-Morbidelli wel aan de start, maar viel al snel uit. 

### Oude bekenden
Naast Johan van der Kaap, die de geblesseerde Bernard Schnieders verving, reden er meer "gestopte" bakkenisten mee: Kenny Arthur in het zijspan van Rolf Steinhausen en de 52-jarige Wolfgang Kalauch bij Egon Schons. 
1921 · 1922 · 1923 · 1924 · 1925 · 1926 · 1927 · 1928 · 1929 · 1930 · 1931 · 1932 · 1933 · 1934 · 1935 · 1936 · 1937 · 1938 · 1939 · 1947 · 1948 · 1949 · 1950 · 1951 · 1952 · 1953 · 1954 · 1955 · 1956 · 1957 · 1958 · 1959 · 1960 · 1961 · 1962 · 1963 · 1964 · 1965 · 1966 · 1967 · 1968 · 1969 · 1970 · 1971 · 1972 · 1973 · 1974 · 1975 · 1976 · 1977 · 1978 · 1979 · 1980 · 1981 · 1982 · 1983 · 1984 · 1985 · 1986 · 1988 · 1989 · 1990